# Sidi Ahmed Benaissa
Sidi Ahmed Benaissa (àrab سيدي احمد بنعيسى) és una comuna rural de la província de Sidi Kacem de la regió de Rabat-Salé-Kenitra. Segons el cens de 2014 tenia una població total de 7.810 persones.